# Массовые беспорядки в Будапеште (2006)

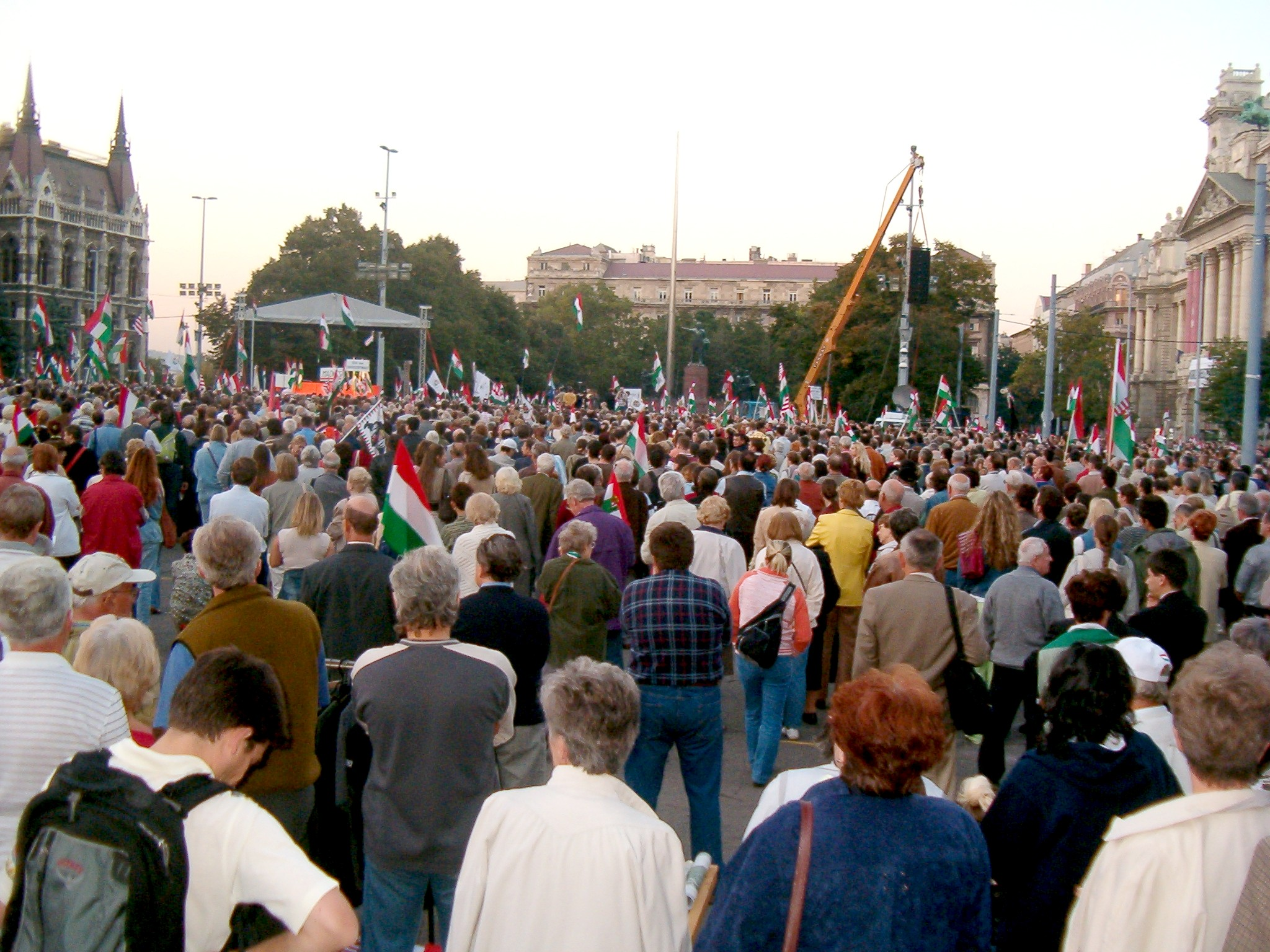
Демонстрация на площади Лайоша Кошута, организованная «Фидес»

Антиправительственные выступления в Будапеште начались в ночь с 17 на 18 сентября 2006. Они были вызваны обнародованием аудиозаписи с высказываниями премьер-министра Ференца Дюрчаня, из которых следовало, что он лгал избирателям весной 2006 года, приукрашивая экономическое положение в стране.
25-минутная запись встречи Дюрчаня с функционерами Венгерской социалистической партии, состоявшейся вскоре после победы социалистов на парламентских выборах в апреле 2006 года, произвела на общественность страны ошеломляющий эффект. Дюрчань на этой записи признал, что экономическая политика Венгрии была «самой тупой в Европе», а краха избежать удалось случайно — лишь благодаря «провидению, обилию денежных средств в мировой экономике и сотням уловок». Чтобы удержать ситуацию под контролем, правительству Дюрчаня пришлось регулярно искажать истинное положение дел: «Мы врали — по утрам, по вечерам и по ночам». Правительство, по словам премьер-министра, принижало масштаб экономических проблем, с которыми столкнулась Венгрия, и тяжесть необходимых для их решения реформ.
Оспаривать подлинность записи Дюрчань не стал, сказав лишь, что эти заявления он сделал, пытаясь убедить своих соратников по партии проголосовать за непопулярные экономические и социальные реформы.
В понедельник (18 сентября) вечером около 10 000 демонстрантов (главным образом сторонников правых и крайне правых партий, в том числе праворадикальной партии «За лучшую Венгрию» — политических противников Дюрчаня) собрались в центре Будапешта, требуя отставки премьер-министра. Прорвавшись к телецентру, протестующие захватили первый этаж и потребовали предоставить им прямой эфир. По данным спасательных служб и полиции, в ходе столкновений с органами правопорядка ранения получили не менее 150 человек, включая более ста полицейских. Венгерское телевидение прервало трансляцию. Демонстранты захватили старый советский танк  Т-34-85, который был выставлен возле здания парламента в память о событиях 1956 года. Боевая машина оказалась исправной, её удалось завести, и демонстранты попытались прорвать на ней полицейские кордоны. Однако танк, проехав несколько сотен метров, заглох. Демонстрантов выкуривали из танка при помощи слезоточивого газа.
Эти уличные беспорядки стали наиболее серьёзными за 50 лет, прошедших с восстания 1956 года.
В первый же день уличных волнений Дюрчань заявил: «Я остаюсь и буду делать свою работу. Я серьезно настроен на реализацию своей программы… Понимаю всю критику в свой адрес, но нужно отличить здоровую критику… от простого вандализма. Если две-три тысячи людей не понимают, что можно делать, а что нельзя, это не основание для того, чтобы нарушать мир и спокойствие в стране». Дюрчань назвал беспорядки «самой длинной и тёмной ночью» с момента падения коммунистического режима в 1989 г., но пообещал подавить любые новые попытки устроить беспорядки.
Все пять фракций венгерского парламента 19 сентября проголосовали за резолюцию, осуждающую насилие. В то же время правоцентристская партия выразила «понимание» действий демонстрантов и призвала к отставке премьера. А президент страны Ласло Шойом обвинил премьера в сознательном подрыве веры народа в демократию.
В ночь на среду, 20 сентября, в Будапеште продолжались спорадические столкновения полицейских и манифестантов, требующих отставки премьер-министра Ференца Дюрчаня. Манифестанты двинулись к штаб-квартире социалистической партии, разбивали витрины магазинов, кидали камни в полицейских. Полиция применила слезоточивый газ и водомёты.
Антиправительственные выступления продолжались две недели — тем не менее, действия протестующих уже не были столь радикальными, как в две первые ночи. 21 сентября Ференц Дюрчань предложил всем политическим силам собраться и обсудить сложившуюся в стране обстановку, однако главная оппозиционная партия страны — «Фидес» — категорически отказалась вести переговоры с премьером. Её поддержала и Христианская демократическая народная партия.
За время антиправительственных выступлений полиция Будапешта научилась действовать на упреждение. Демонстранты тоже стали вести себя более цивилизованно, за исключением групп экстремистски настроенной молодежи, примкнувших к оппозиции.
1 октября 2006 в Венгрии состоялись местные выборы, на которых правящая партийная коалиция потерпела сокрушительное поражение. Правая оппозиция во главе с партией «Фидес» получила большинство в областных собраниях как минимум 18 из 19 округов и посты мэров не менее чем в 19 из 23 крупнейших городов страны.
В тот же день президент Венгрии Ласло Шойом призвал Дюрчаня отправить правительство в отставку. Шойом подверг премьер-министра критике за использование «непозволительных методов политической борьбы, подрывающих доверие к венгерской демократии», и «моральный кризис», в который страна погрузилась по его вине. Президент призвал депутатов вынести правительству вотум недоверия.
Партнёры по правительственной коалиции — социалисты и свободные демократы, имеющие в парламенте надёжное большинство, отвергли вмешательство президента, который по конституции выполняет лишь церемониальные функции. А Ференц Дюрчань вновь заявил, что в отставку не уйдет и продолжит реформы, предусматривающие жёсткую бюджетную экономию.
Выступление президента привело к возобновлению акций протеста в столице. Уже в ночь на 2 октября десятки тысяч жителей Будапешта вновь вышли к зданию парламента, призывая к отставке правительства.
Лидер оппозиционного блока «Фидес» Виктор Орбан выдвинул ультиматум венгерским властям — в случае отказа правительства уйти в отставку оппозиция угрожает возобновить манифестации. Венгерские радикалы призывали сторонников правых сил взять в блокаду Будапешт и силой добиться отставки правительства, однако никакого эффекта их пожелание не возымело.
26 октября, в 50-летнюю годовщину Венгерского восстания, в Будапеште состоялся новый раунд беспорядков, на который полиция отреагировала довольно жёстко: сообщалось[кем?] о порядка 150 раненых.